# Le Pont de Courbevoie
Le Pont de Courbevoie est une œuvre réalisée entre 1886 et 1887 par le peintre français Georges-Pierre Seurat.
Le tableau est conservé à Londres à la galerie de l'Institut Courtauld, la Courtauld Gallery.

## Historique
Seurat a peint ce tableau entre 1886 et 1887 au bord de la Seine, tout près du pont de Courbevoie dans le cadre de l'île de la Grande Jatte (appelée aujourd'hui île de la Jatte), où il avait récemment réalisé l'une de ses peintures les plus célèbres, Un dimanche après-midi à l'Île de la Grande Jatte. L'ancien pont métallique traversait la Seine, comme le pont en béton d'aujourd'hui, en deux parties, à travers l'île de la Jatte et reliait Courbevoie à Neuilly-sur-Seine.
La première partie du pont sur le petit bras de la Seine avait été construite en 1861. L'autre qui traversait le grand bras, a vu le jour sept années plus tard sous la direction d’Alexandre Legrand. Le pont a été détruit lors de la guerre franco-prussienne en 1870 et a été reconstruit à l'identique en 1876. 
Des années après la mort de Seurat sa famille a vendu la plupart de ses tableaux. Le pont de Courbevoie a été légué par Samuel Courtauld à la Courtauld Gallery en 1948.

## Description
Il s'agit d'une peinture à l'huile sur toile qui mesure 46,4 × 55,3 cm.
Seurat a peint cette vue de la Seine dans la banlieue industrielle de Courbevoie, près de Paris. La scène montre l'île de la Grande Jatte, que Seurat a souvent peinte et qui a été pendant de nombreuses années un site industriel. Dans ce cas, l'ambiance est inhabituellement sombre et silencieuse. Les figures humaines isolées ajoutent au sentiment de mélancolie.
La composition du tableau est dominée par la géométrie rigoureuse et l'accentuation des lignes verticales dans les moindres détails, tant des mâts des bateaux et de la voile se reflétant dans l'eau, que du grand tronc d'arbre sur le côté droit. S'y ajoute, en arrière-plan, la ligne verticale de la cheminée fumante d'une usine du site industriel. Une grande ligne horizontale au-dessus de la Seine et une plus petite derrière elle s'opposent aux lignes verticales, tout comme la ligne horizontale du pont de Courbevoie qui traverse l'image en arrière-plan. Une diagonale accentuée en bas marque l'herbe des berges de la Seine. Sur la rive du fleuve, on distingue deux personnages, emprisonnés dans l'immobilité de leur volume, et un autre personnage se distingue sur le côté gauche de la composition, en arrière-plan. On peut également voir deux autres petites figures près de l'un des piliers du pont, dans un bateau au milieu de la Seine.
Les couleurs recomposées par l'œil du spectateur sont pour la plupart froides, allant du violet au vert ou au jaune dans une moindre mesure. Le traitement de la lumière est mis en évidence par les nombreux reflets dans la Seine, dont celui d'un des piliers du pont.
Seurat a créé l'image avec des points de couleur, en utilisant la technique du pointillisme ou du divisionnisme. Il a décomposé la lumière en couleurs de manière rigoureuse, presque mathématique, donnant à l'image un aspect pétrifié ou figé. Les contours sont précis, les figures statiques et la composition de la scène solide, sur une base géométrique stable.